# Biassono
Biassono est une commune italienne de la province de Monza et de la Brianza dans la région de Lombardie en Italie.

## Géographie
Le pays fait parte de la basse Brianza et se trouve à environ 20 km de Milan.

## Économie
L'usine alimentaire Rovagnati, qui fabrique le Prosciutto Cotto Gran Biscotto (jambon), est implantée sur la ville.

## Patrimoine
- Museo Civico Carlo Verri : musée archéologique
- Villa Verri, qui est également le siège de la mairie

## Événement commémoratif
La fête la plus importante du pays a lieu le dernier lundi de septembre.

## Administration
| Période                                  | Période  | Identité              | Étiquette | Qualité |
| ---------------------------------------- | -------- | --------------------- | --------- | ------- |
| 05/2011                                  | En cours | Angelo Piero Malegorì | Lega Nord | Maire   |
| Les données manquantes sont à compléter. |          |                       |           |         |

### Hameaux
- San Giorgio

### Communes limitrophes
Lesmo, Arcore, Macherio, Lissone, Monza, Vedano al Lambro, Villasanta

## Jumelages
- Minusio (Suisse)